# Андреева, Паулина Олеговна
Паули́на Оле́говна Андре́ева (в замужестве — Андреева-Бондарчук); род. 12 октября 1988, Ленинград) — российская актриса театра и кино, певица, сценарист, режиссёр и креативный продюсер.
Известна по фильму «Саранча» (2013), телесериалам «Оттепель» (2013), «Метод» (2015—2021) и «Лучше, чем люди» (2018).

## Биография
Родилась 12 октября 1988 года в Ленинграде (ныне Санкт-Петербург).
Семья не имеет отношения к кино и театру. Мать — ландшафтный дизайнер, отец — бизнесмен.
Училась в гимназии № 24 имени И. А. Крылова на Васильевском острове. Занималась танцами. После школы поступила на факультет журналистики Санкт-Петербургского государственного университета. Проучившись два года, оставила университет и уехала в Москву, где поступила в Школу-студию МХАТ (курс Р. Козака и Д. Брусникина). На третьем курсе играла у режиссёра Кирилла Серебренникова в спектакле «Околоноля». После окончания студии в 2011 году была принята в труппу Московского Художественного театра имени А. П. Чехова.
В кино дебютировала в 2007 году. В телесериале «Оттепель» (2013) сыграла певицу и исполнила одноимённый романс Константина Меладзе, который сразу стал хитом. В 2016 году стала лауреатом премии журнала «ОК!» в номинации «Новые лица — кино».
Училась на сценариста в школе кино «Индустрия». В 2020 году вышел сериал «Псих», в котором Андреева дебютировала как автор сценария, а её муж Фёдор Бондарчук выступил режиссером.

## Личная жизнь
Муж — Фёдор Бондарчук (род. 1967), продюсер, режиссёр, сценарист и актёр. С осени 2015 года встречалась с ним, в сентябре 2019 года вышла за него замуж.
Сын Иван (род. 2 марта 2021).
В сентябре 2024 года в СМИ появилась информация о том, что Федор Бондарчук разводится с Паулиной Андреевой после пяти лет брака.
21 марта 2025 года официально разведены.

## Работы в театре
Московский театр Олега Табакова
- 2011 — «Околоноля» (реж. Кирилл Серебренников) — Плакса

МХТ имени А. П. Чехова
- 2011 — «Дом» Е. Гришковца и А. Матисон (реж. С. Пускепалис) — Ульяна
- 2011 — «Мастер и Маргарита» (реж. Я. Сас) — Низа и Фрида
- «С любимыми не расставайтесь» (реж. В. Рыжаков) — Миронова и Беляева
- «Дворянское гнездо» (реж. М. Брусникина) — молодые люди
- 2012 — «Преступление и наказание» (реж. Л. Эренбург) — Дуня
- 2014 — «№ 13D» Р. Куни (реж. В. Машков) — Джейн Уорзингтон
- 2016 — «Dreamworks* *Мечтасбывается» И. Вырыпаева (реж. В. Рыжаков) — Бэтти
- 2017 — «Светлый путь 19.17» (реж. А. Молочников) — Александра
- 2020 — «Чайка» (реж. О. Коршуновас) — Нина Заречная
- 2022 — «Сирано де Бержерак» (реж. Е. Перегудов) — Роксана
- «Кармен. Этюды» по мотивам новеллы П. Мериме (реж. А. Сигалова)
- «Тартюф» Мольера (реж. Н. Чусова) — Монашка
- «Яйцо» Ф. Марсо (реж. М. Чегер) — Девушка, Жоржетта, Шарлота

Театр «Практика»
- 2020 — «Поле» (реж. М. Брусникина)

## Фильмография

### Актриса
- 2007 — Закон и порядок: Отдел оперативных расследований 2 (фильм 23 «Облава») — Светлана
- 2008 — Закон и порядок: Отдел оперативных расследований 3 (фильм 22 «Яхтсмен») — Надя
- 2008 — Шальной ангел — Валентина в молодости
- 2013 — Оттепель — Дина, певица
- 2013 — Саранча — Лера
- 2013 — Тёмный мир: Равновесие — Лили, правая рука колдуна
- 2014 — Григорий Р. — княгиня Ирина Юсупова, племянница императора Николая II
- 2015 — Выстрел — Яна Туманова
- 2015 — Метод — Есения Андреевна (Есеня) Стеклова, стажёр Меглина
- 2016 — Статус: Свободен — Соня Шмуль
- 2017 — Демон революции — Софья Руднева
- 2017 — Мифы — Мария / Мия, дочки Мишкиной
- 2017 — Спящие — Оксана Троицкая
- 2018 — Как дети
- 2018 — Лучше, чем люди — Ариса, эмпатический бот нового поколения
- 2019 — Любовницы — Ира
- 2019 — Ленин. Неизбежность — Софья Руднева
- 2020 — Цой — Полина, последняя любовь певца
- 2020 — Метод 2 — Есения Андреевна (Есеня) Стеклова, следователь
- 2021 — Конёк-Горбунок — Царь-девица
- 2021 — Вертинский — Вера Холодная
- 2022 — The Тёлки — Ольга, адвокат
- 2022 ― 13 Клиническая ― Анна, терапевт
- 2022 — Медея — любовница

### Режиссёр
- 2019 — Русское краткое. Победители Кинотавра-2019 (Плачу с вами)
- 2019 — Плачу с вами (короткометражный)

### Сценарист
- 2020 — Псих
- 2020 — Русское краткое. Победители Кинотавра-2019
- 2019 — Плачу с вами (короткометражный)
- 2018 — Есть город золотой (короткометражный)
- 2018 — Допинг (короткометражный)
- 2022 — Покупай (короткометражный)
- 2022 — Актрисы[12]

### Продюсер
- 2022 — Покупай (короткометражный) (креативный продюсер)

### Дубляж
| Год  | Фильм            | Роль                   |
| ---- | ---------------- | ---------------------- |
| 2021 | Босс-молокосос 2 | Тина «Цветик» Темплтон |

### Вокал в кино
- 2013 — Оттепель — «Оттепель»
- 2017 — Притяжение — «Closer»

## Общественная позиция
В 2022 году Паулина Андреева подписала открытое письмо с осуждением российской военной агрессии против Украины.

## Награды
- Благодарность Президента Российской Федерации (27 февраля 2019 года) — за заслуги в развитии культуры и искусства, многолетнюю плодотворную деятельность[14]